# ベンジャミン・シアーズ
ベンジャミン・ヘンリー・シアーズ（英：Benjamin Henry Sheares、1907年8月12日 - 1981年5月12日）はシンガポールの第2代大統領。シンガポール人初の産婦人科の専門医であり、シンガポールの近代産婦人科の父としても知られている。

## 生涯
1907年8月12日、ベンジャミン・シアーズはシンガポールで6人兄弟の2番目の子として生まれた。彼は欧亜混血で、父はインドに定住したイングランド出身の兵士の息子、母はシンガポール出身スマトラ育ちの現地民だった。父の収入は少なく、子育てに苦労するほどだった。息子が執筆した伝記によればシアーズの夢は医者になることだったが、当時イギリスの植民地でありアジア人が排斥されていたシンガポールにおいて、貧しい家庭に生まれたシアーズが医者になるのはほぼ不可能だった。1923年、シアーズはキング・エドワード7世医科大学に入学して医学を学び始めた。両親は学費を捻出できなかったので、彼は医科大学評議会提供の奨学金を獲得し、そのほとんどを母に送金していた。
1929年にシアーズは大学を卒業し、当初シンガポール総合病院 (SGH) でAssistant Medical Officerとして働いていたが、医科大学産婦人科のイングリッシュ教授の要望により1931年から大学の産婦人科とSGHの産科に所属することになった。1937年からはKandang Kerbau Hospital (KKH) の産科病棟を任されることになったが、自身の希望により隔月でSGHに戻り産科の臨床医として働いていた。1939年、シアーズは奨学金Queen's Felowshipを獲得し、イギリスに2年間留学して英国王立産婦人科協会の入会試験を受けられることになった。だが、第二次世界大戦の開戦により留学は延期になった。1942年2月15日にシンガポールが日本軍に降伏すると、イングリッシュ教授らイギリス人医師は投獄され、KKHは「中央病院」と改名して日本人とシンガポール人の患者を受け入れる総合病院となった。院長には日本人医師が就任し、シアーズは副院長に任命されてシンガポール人患者を担当する責任者となった。彼はこの機会を利用して、イングリッシュ教授からは反対されていた帝王切開の新しい手法、子宮下部帝王切開を導入した。
1945年、シンガポールがイギリスに返還され、解放されたイングリッシュ教授は長期休暇をとって帰国した。1946年4月、KKHはシンガポール初の産婦人科医院となり、シアーズは再開した医科大学の産婦人科教授代理に任命された。イングリッシュ教授が復職した後の1947年4月、シアーズは以前に獲得していたQueen's Felowshipを利用してイギリスに渡航し、ハマースミス病院のRoyal Postgraduate Medical Schoolに留学した。翌年1月、彼はシンガポールの産科医としては初の英国王立産婦人科協会 会員となった。1948年5月、イングリッシュ教授が退職したためシアーズはシンガポール総督に召還されて帰国した。彼は医科大学の教授に立候補したが、イングリッシュ教授らは小児外科医のイギリス人女性を推挙した。だが1950年1月、シアーズはマラヤ大学の産婦人科教授に任命された。
1960年、シアーズはマラヤ大学教授を退職した。また、同年にFamily Planning Association of Singapore（直訳：シンガポール家族計画協会）の会長に就任した。

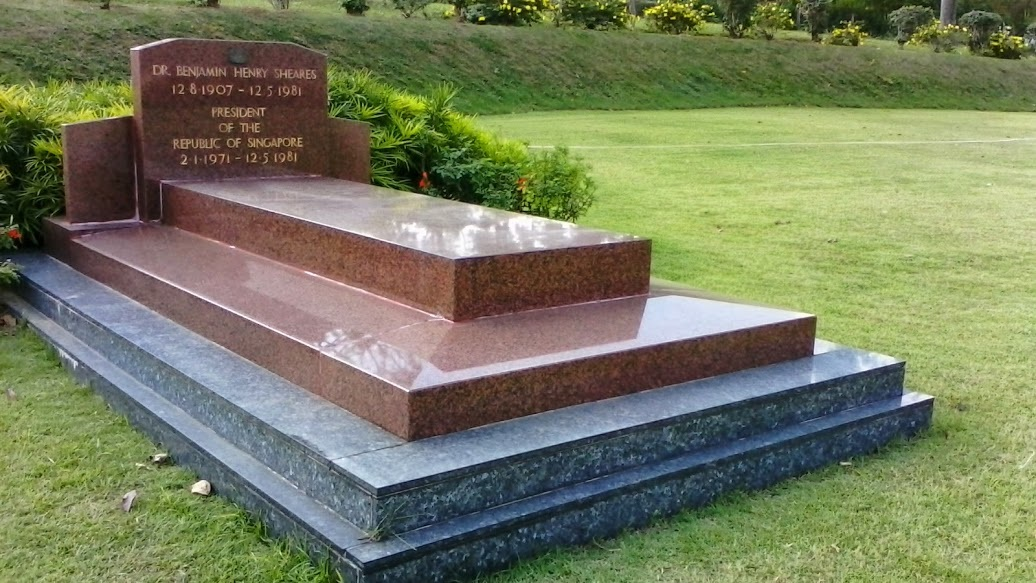
Kranji State Cemeteryのシアーズの墓。

1971年1月2日に第2代大統領に就任し、在任中の1981年5月12日に死去した。遺体がイスタナ（大統領官邸）に安置されている間に85,000人が弔問に訪れたという。

## 評価
- 1974年 - インドネシアの勲章Star of the Republic of Indonesia Adipurna受賞[2]。
- 1975年 - 英国王立医学協会（英語版）名誉フェロー[2]。
- 1976年 - フィリピンの勲章Ancient Order of Sikatuna (Raja)受賞[2]。
- 1976年 - 英国王立産婦人科協会（英語版）名誉フェロー[2]。

## エピソード
シンガポール最長の橋ベンジャミン・シアーズ・ブリッジはシアーズ大統領の名前をとって命名された。また、シンガポール国立大学には彼の名前を冠した学生寮シアーズ・ホールがある。